# Thisbe ucubis
Thisbe ucubis is een vlindersoort uit de familie van de prachtvlinders (Riodinidae), onderfamilie Riodininae.
Thisbe ucubis werd in 1870 beschreven door Hewitson.